# أنتوني ماريا
أنتوني ماريا (بالفرنسية: Antoni Maria)‏ هو لاعب دوري الرغبي فرنسي، ولد في 21 مارس 1987 في فرنسا.

## روابط خارجية
- أنتوني ماريا على موقع ItsRugby.co.uk (الإنجليزية)